# Десепшен
Десе́пшен (англ. Deception (дословно — жульничество, обман), также Десепьсьо́н, Те́йля, Обмана) — остров вулканического происхождения в архипелаге Южные Шетландские острова. Один из двух активных вулканов в Антарктике (наряду с вулканом Эребус на острове Росса), затопленная кальдера которого является одной из лучших естественных гаваней региона.

## География

Карта острова Десепшен

Остров находится в 20 километрах к югу от острова Ливингстон (Смоленск) (от которого отделен проливом Смоленск) в проливе Брансфилд и в 850 км к юго-востоку от мыса Горн. Имеет практически круглую подковообразную форму диаметром около 14 километров. Центр острова представляет собой затопленную кальдеру вулкана диаметром около 5 километров. Кальдера образовалась, предположительно, около 10 000 лет назад в результате взрывного вулканического извержения, выбросившего более 30 км³ расплавленной породы. Образовавшийся залив носит название Порт-Фостер и является одной из лучших естественных гаваней в Антарктике. Вход в гавань носит название Нептунс-Беллоус (досл. рёв Нептуна — в честь морского бога, название дано из-за проблем с первой навигацией в проливе). Около 57% поверхности острова покрыто ледниками, большая часть которых лежит на вулканической пыли. Высшая точка острова — гора Маунт-Понд (англ. Mount Pond) (539 м). Есть несколько озёр.

## История
Остров был открыт 29 января 1820 года во время плавания Эдварда Брансфилда и описан им как «земля… скрытая в густом тумане». Название острову дал, предположительно, Натаниэль Палмер во время плавания на судне «Hero» в ноябре 1820 года. В период с 9 января по 8 марта 1829 года остров стал базой для работы первой научной Антарктической экспедиции на HMS Chanticleer под командованием Генри Фостера, целью которой было изучение многих вопросов, в том числе измерения гравитации при помощи маятника Кэтера. В рамках её работы лейтенант Эдуард Кендалл провёл топографическую съёмку острова и составил его подробнейшую карту.
В феврале 1838 года на острове сделал краткую остановку Дюмон-Дюрвиль, а в 1842 году его посетил лейтенант Роберт Джонсон (англ. Robert E. Johnson) из экспедиции Чарльза Уилкса.
В 1906 году остров облюбовали охотники на китов. В разное время в кальдере размещались до 27 китобойных судов и до 12 плавучих перерабатывающих станций, а с 1912 по 1931 год на острове работала береговая китобойная станция (позднее использовалась британскими вулканологами). В сезон 1912—1913 года на Десепшене было переработано более 5000 китовых туш — больше чем в Южной Георгии.
Важную роль остров сыграл в истории антарктической авиации. Пионером её применения стал Хьюберт Уилкинс, который оценил потенциал острова в этом направлении во время первого посещения в 1921—1922 году (во время последней экспедиции Шеклтона). В 1928 году Уилкинс вернулся на остров в надежде совершить первый трансконтинентальный полёт, но сумел совершить лишь первый антарктической полёт (16 ноября) и провести первую аэроразведку Антарктического полуострова (20 декабря он пролетел 1300 миль к югу до 71°20', 64°15’W). Уилкинс вернулся на Десепшен в следующем году, но условия для полётов оказались неприемлемыми. Остров служил базой для аэроисследований охотничьих промыслов на Фолклендских островах (Hunting Aero Surveys in the Falkland Islands) и Экспедиции 1955—1957 годов — Dependencies Aerial Survey Expedition of 1955—1957.

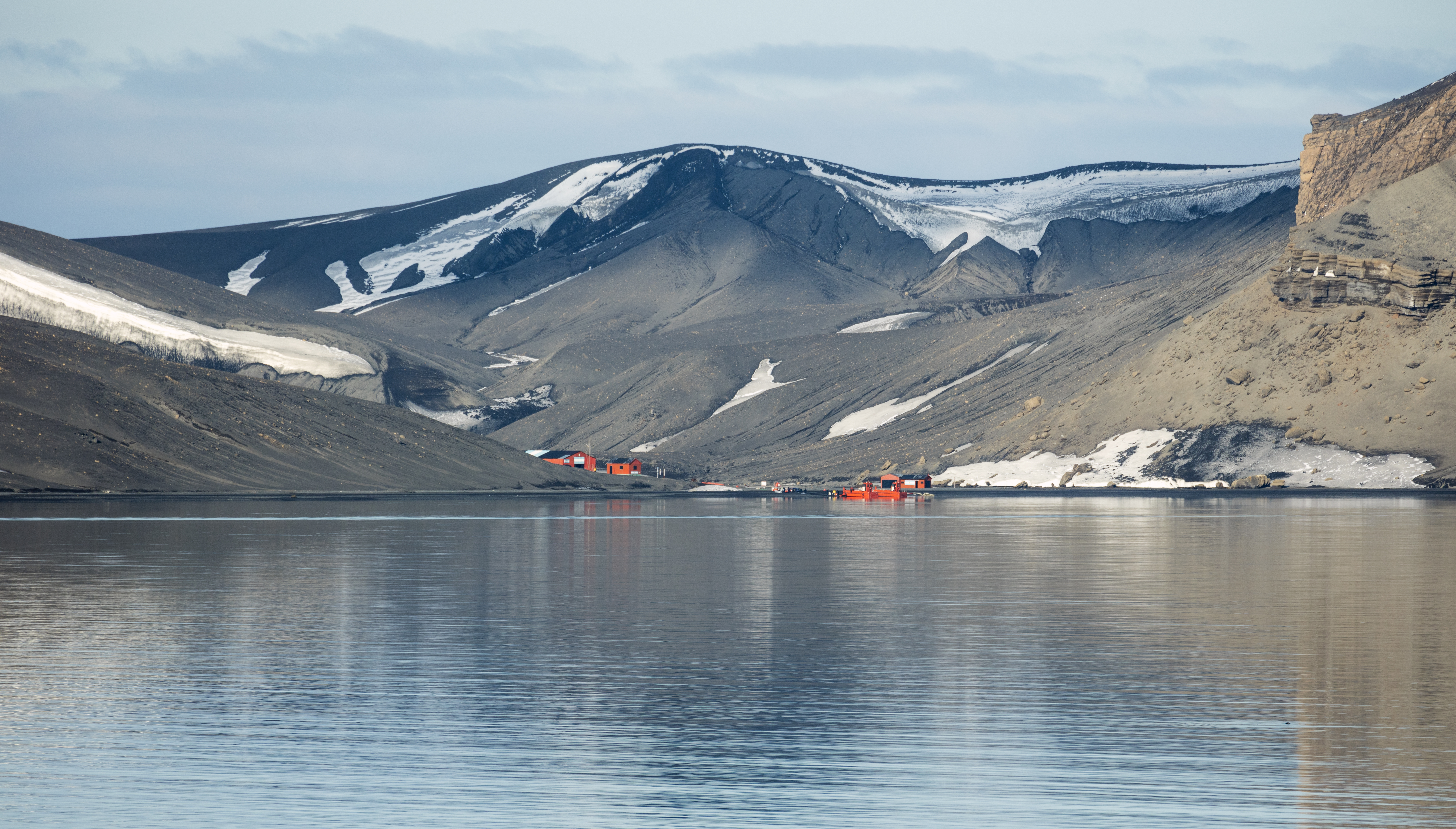
Аргентинская станция Десепсьон

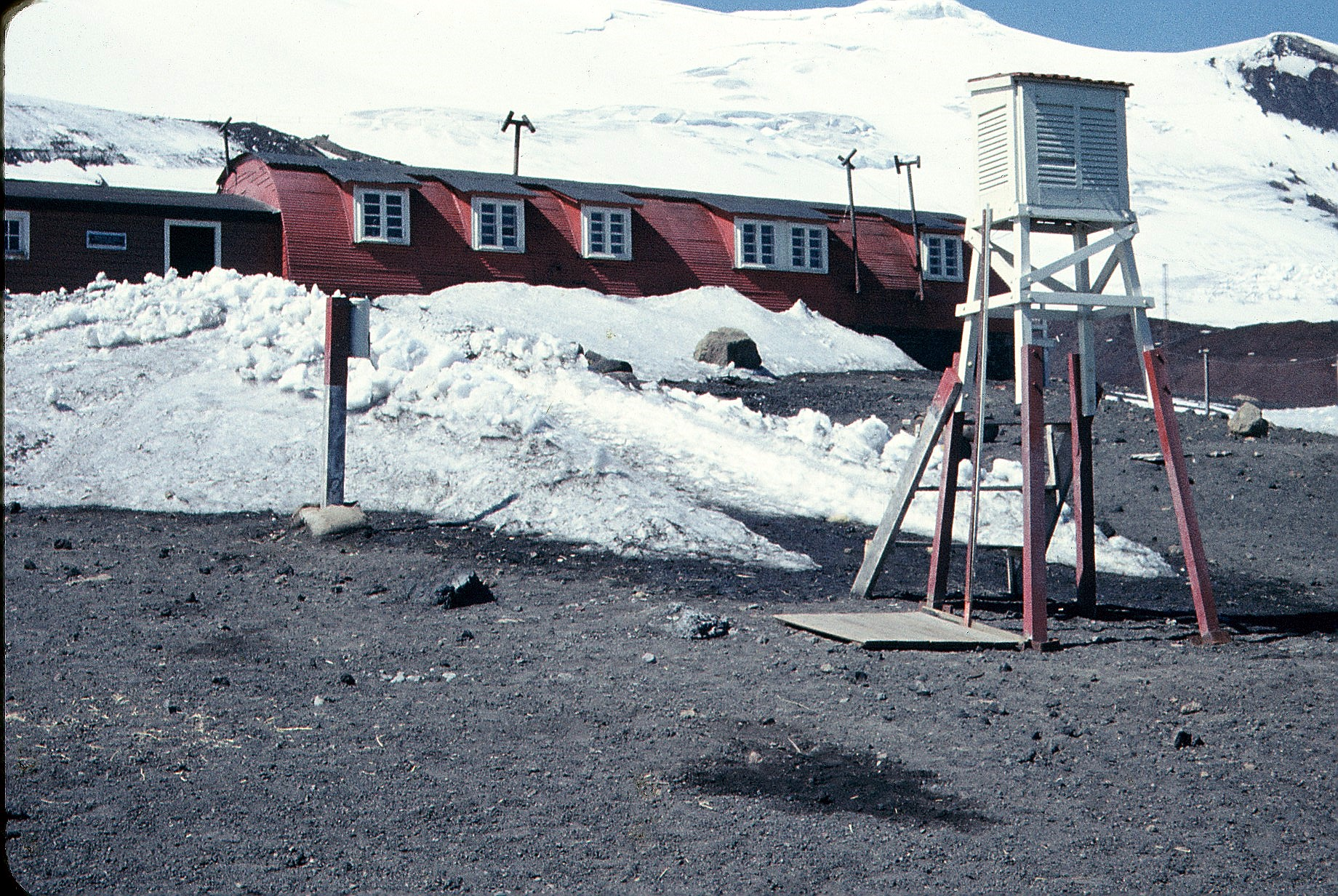
Бывшая чилийская станция Пресиденте-Педро-Агуйрре-Серда (фото 1958 г)

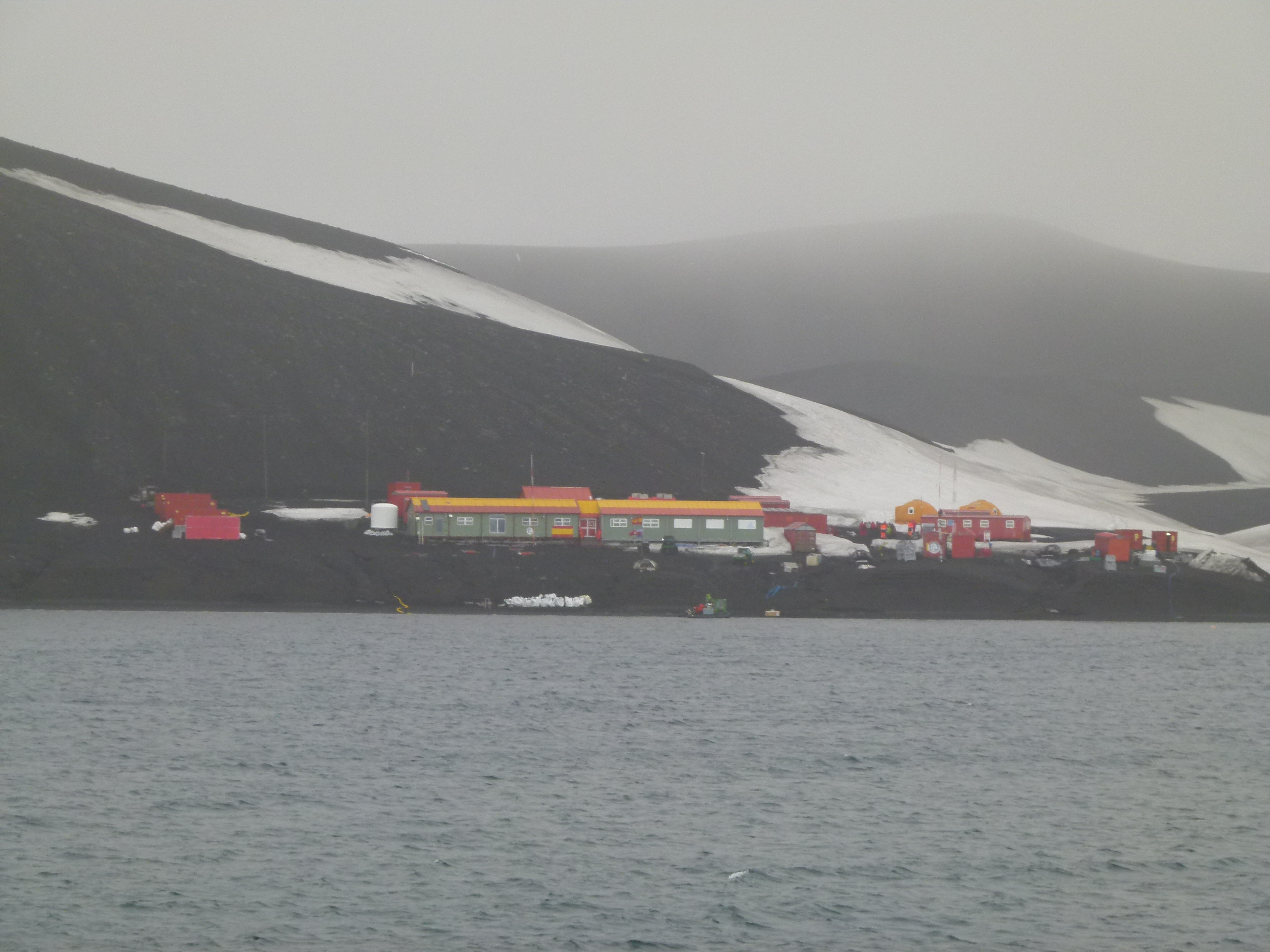
Испанская станция Габриэль-де-Кастилья

Во время Второй мировой войны аргентинское судно Primero de Mayo в 1942 году водрузило над островом аргентинский флаг и оставило цилиндр с документами по поводу территориальных претензий страны на остров, чем отчасти спровоцировало проведение Великобританией операции «Табарин». В феврале 1944 года на острове в заливе Уэйлерс-Бей (англ. Whalers Bay) британцы организовали свою первую антарктическую станцию Base B, которая проработала до 1967 года, пока не была разрушена извержением вулкана. В январе 1947 года свою станцию на острове открыла Аргентина (Primero de Mayo station, она же Десепсьон, в заливе Fumerole Bay (проработала до извержения 1969 года)). В 1986 году станция возобновила работу в сезонном режиме.
В январе 1955 года полярную станцию Пресиденте-Педро-Агуйрре-Серда на острове организовало Чили. Станция была полностью уничтожена извержением 1967 года, но, к счастью, обошлось без человеческих жертв. Кроме этого, с 1989 года на острове работает испанская станция Габриэль-де-Кастилья.

## Климат
Климат острова характеризуется как «морской полярный» (англ. polar maritime). Среднегодовая температура воздуха около −2,9 °C. Экстремальные зарегистрированные значения летних и зимних температур равны +11 °C и −28 °C соответственно. Средняя температура января +1 °C, июля −8 °C. Осадки, на которые приходится более чем половина летних дней, в годовом исчислении составляют порядка 500 мм. Преобладающие ветры северо-восточные и западные. Средняя относительная влажность воздуха 86%, средняя продолжительность светлого времени суток 14,2 часа.

## Вулканическая активность
Вулкан был особенно активен в течение XVIII—XIX веков. В XX столетии отмечены два периода вулканической активности, пришедшиеся на 1906—1910 и 1967—1970 годы. В 1992 году сейсмоактивность ограничилась деформацией поверхности земли и повышением температуры грунтовых вод в районе Decepciόn Station, после чего вулкан вернулся к стабильному состоянию. Однако дно Порта-Фостер неуклонно повышается со скоростью примерно 30 см в год. В исследованиях, проведённых в 2014—2015 годах, отмечается устойчивая тенденция к увеличению сейсмичности Десепшена в будущем.
Извержение в 1967 года началось 4 декабря. В результате в северной части кальдеры образовалась 5 км трещина и вблизи берега возник небольшой остров. Извержение 1969 года вызвало большой и внезапный выброс талой ледниковой воды, причинив значительный ущерб зданиям на берегу. Извержение 1970 года было наиболее сильным, после него на острове появилось 13 новых кратеров.

## Флора и фауна
Растительный мир острова уникален для Антарктики. Он включает, по крайней мере, 18 видов мхов, печёночников и лишайников, которые нигде больше не обнаружены. Их небольшие колонии, которые включают редкие виды и уникальные комбинации таксонов, произрастают в ряде геотермальных зон. Помимо этого на острове самая большая концентрация Колобантуса кито (между Бэйли-Хэд и Саус-Ист-Пойнт). Во многих местах поверхность земли, «созданная» извержениями 1967-69 годов, быстро колонизируется.
Наземные и пресноводные беспозвоночные представлены 18 видами клещей, 1 мух, 3 тихоходок, 9 видами ногохвосток, 3 пресноводных ракообразных, 14 видами нематод, одним видом брюхоресничных червей и 5 коловраток.
В районе острова обитает восемь видов птиц. Самой многочисленной является колония антарктического пингвина (предполагаемая численность от 140 000 до 191 000 гнездящихся пар). Изредка на острове гнездятся золотоволосые пингвины. На острове также размножаются антарктические поморники, доминиканские чайки, капские голубки, качурки Вильсона, антарктические крачки и белые ржанки.
Десепшен не является местом размножения млекопитающих.